# NGC 1110
NGC 1110 (również PGC 10673 lub UGCA 43) – magellaniczna galaktyka spiralna (Sm), znajdująca się w gwiazdozbiorze Erydanu. Odkrył ją Francis Leavenworth 21 grudnia 1886 roku.